# Progress Rail Locomotive

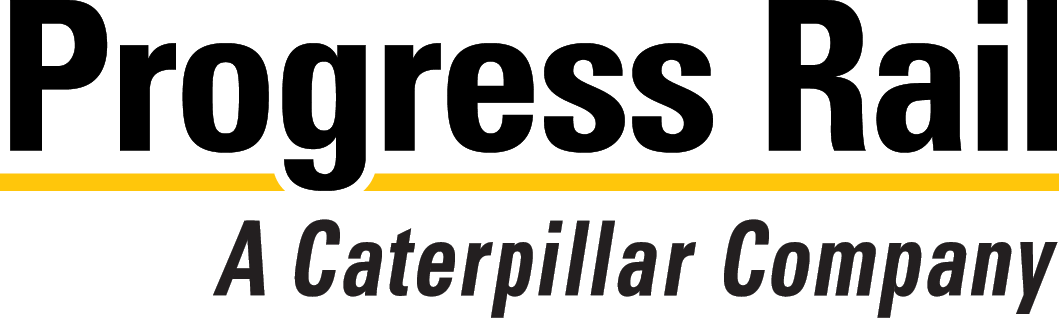
Logo Progress Rail

Logo von EMD 2005–2016

Logo von EMD bis 2005

Progress Rail Locomotive (bis August 2016: Electro-Motive Diesel, Inc., bis 2005 General Motors Electro-Motive Division) ist ein US-amerikanischer Hersteller von Diesellokomotiven, zurzeit der weltweit zweitgrößte. Der härteste Konkurrent ist Wabtec, dessen Vorgänger GE Transportation Systems Mitte der 1980er Jahre den ersten Platz von EMD übernahm. Die beiden Hersteller haben nahezu den gesamten Markt in den USA und Kanada unter sich aufgeteilt. Auch weltweit beliefern sie viele wichtige Märkte z. B. Mittel- und Südamerika, England, Afrika, China, Australien und Neuseeland. EMD beschäftigte 2008 rund 3.260 Personen und hatte einen Umsatz von 1,71 Milliarden Dollar.
Bisher wurden über 70.000 Dieselmotoren gefertigt. Die meisten in Nordamerika und weltweit fahrenden dieselelektrischen Lokomotiven wurden von EMD hergestellt. Dadurch trug EMD maßgeblich zum Ende der Dampflokära in den USA bei.
Progress Rail Locomotive gehört heute zum Unternehmensbereich Progress Rail des Caterpillar-Konzerns. Zentrale des Unternehmens ist in La Grange (Illinois), der Sitz von Progress Rail ist in Albertville (Alabama).

## Geschichte

### Gründung bis Zweiter Weltkrieg

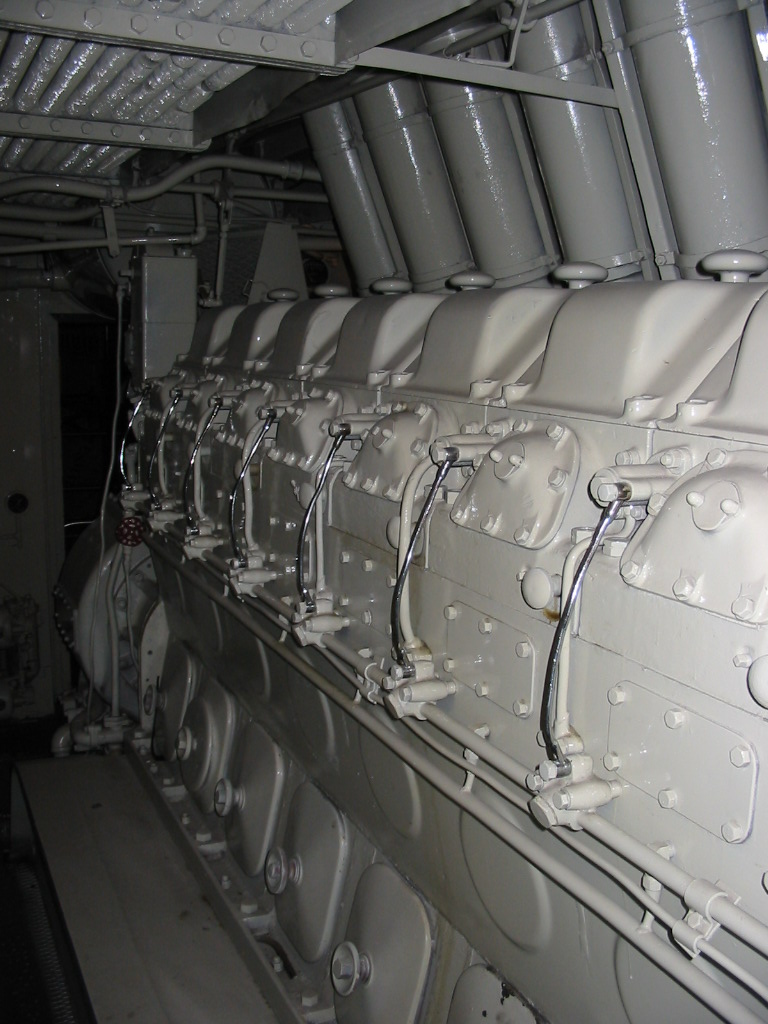
Winton 201A im Pioneer Zephyr

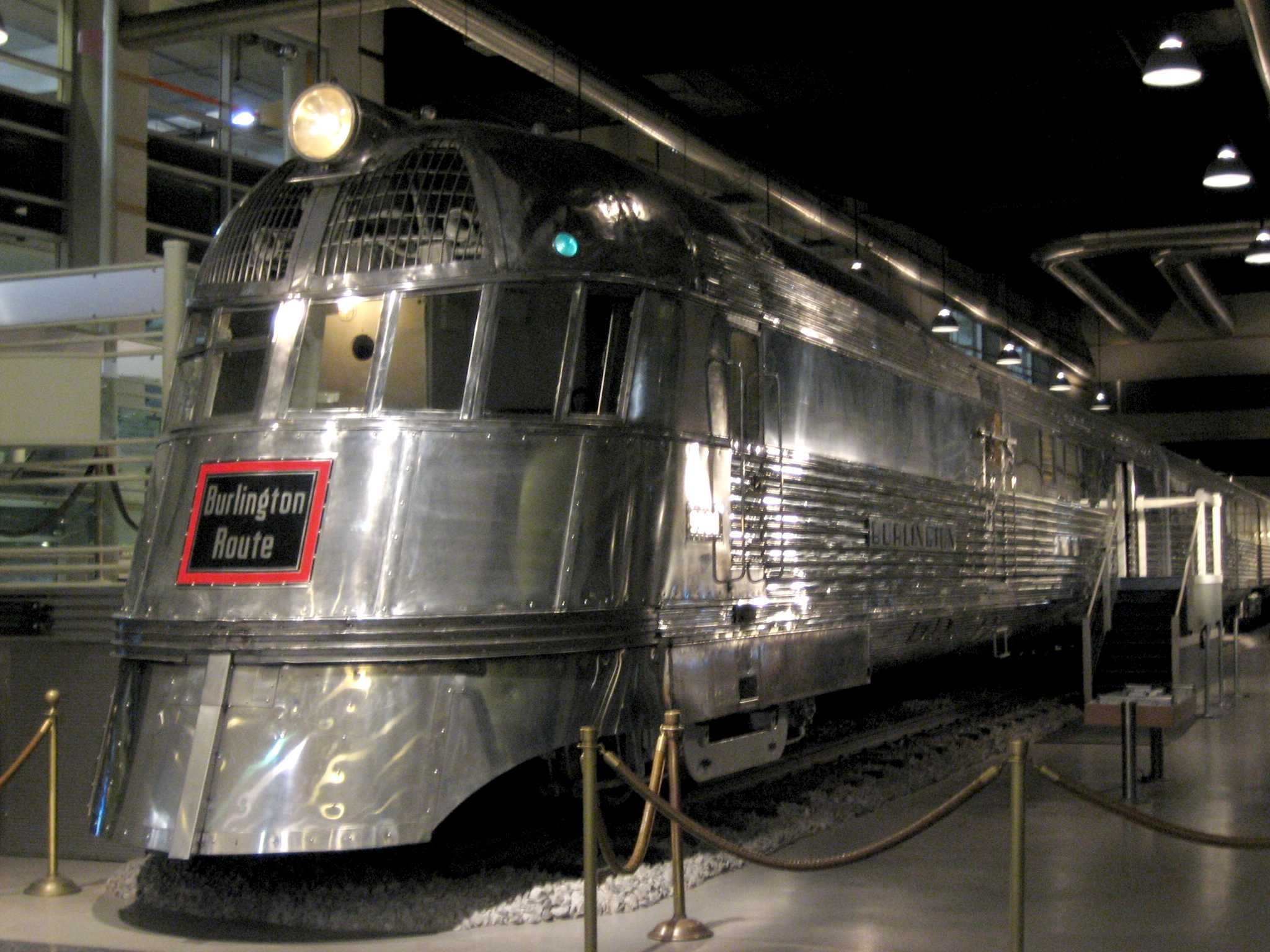
Pioneer Zephyr im Museum of Science and Technology, Chicago, IL

Am 31. August 1922 gründeten Harold L. Hamilton und Paul Turner in Cleveland die „Electro-Motive Engineering Company“. Ziel des Unternehmens war die Entwicklung, der Verkauf und die Betreuung benzinelektrischer Triebwagen für den Personenverkehr. 1923 änderte man den Unternehmensnamen in „Electro-Motive Company“. 1924 wurden die ersten beiden Fahrzeuge vom Typ M 300 ausgeliefert. Einer ging an die Chicago Great Western Railway und einer an die Northern Pacific Railway. Beide hatten einen 130-kW-Motor der Winton Engine Company. Die elektrische Ausrüstung war von General Electric und das Fahrzeug wurde bei St. Louis Car hergestellt. Bis 1936 hielt man an diesem Geschäftsmodell fest. Das Unternehmen besaß keine eigene Fertigung, nur ein Büro in Cleveland sowie einige Lagerhäuser. Wichtigster Mitarbeiter war Richard Dilworth, ein ehemaliger Ingenieur von General Electric. Neben ihm arbeiteten weitere Ingenieure und Zeichner. Man kaufte die notwendigen Komponenten und gab dann den Bau einem entsprechenden Unternehmen in Auftrag. 1925 gelang es, bereits 27 Triebwagen zu verkaufen. 1927 unterstützt EMC die Chicago, Rock Island and Pacific Railroad beim Umbau von zwei Postwagen in Lokomotiven durch den Einbau von 410-kW-Motoren. Diesem Projekt folgten noch drei weitere Umbauten sowie sieben analoge Neubauten. 1929 wurde der dreiteilige Triebzug Bluebird der Chicago & Great Western, ein Vorläufer der Stromlinienzüge, mit einem von EMC gelieferten Motor ausgestattet.
Aufgrund der Großen Depression ging das US-weite Geschäft mit gas- oder benzinbetriebenen Triebwagen stark zurück. Außerdem geriet die technische Weiterentwicklung der Motoren an ihre Grenzen. Dafür schien aber der Dieselmotor Entwicklungspotential zu besitzen. General Motors erwarb deshalb den Motorenhersteller „Winton Engine Company“, um das eigene Dieselmotorprojekt weiterzuentwickeln. Gleichzeitig mit diesem Erwerb wurde der Hauptkunde von Winton die „Electro Motive Company“ am 31. Dezember 1930 gekauft. EMC behielt eine weitreichende Selbstständigkeit, konnte jedoch auf die Potentiale des GM-Konzerns zurückgreifen.
Für die Union Pacific Railroad entwickelte man 1933 den Triebzug M-10000 „City of Salina“ mit dem neuen 600 PS (447 kW) starken 12-Zylinder-Dieselmotor Winton 201A. Dieser als U-Boot-Antrieb entwickelte Motor wurde das erste für eine Lokomotive nutzbare Antriebsaggregat. Die von Budd 1934 entwickelten stromlinienförmigen dieselelektrischen „Zephyr“-Züge der Chicago, Burlington and Quincy Railroad erhielten ebenfalls als erste solche Motoren. Auch für andere Bahngesellschaften wurden Lokomotiven mit diesem Motor gebaut. 1936 eröffnete Electro-Motive im Chicagoer Vorort McCook sein erstes Werk, wohin auch der Firmensitz umzog. Benannt wurde es nach der Postanschrift – La Grange. Ab 1938 erfolgte dort die Produktion von Diesel- und Elektromotoren sowie der Generatoren.
1937 wurde mit der Diesellokomotive EA der Grundstein für die folgenden Lokomotiven der EMD E-Series und EMD F-Series gelegt. Diese Fahrzeuge besaßen die von Martin Blomberg entwickelten gleichnamigen Drehgestelle, die über 50 Jahre lang nahezu unverändert in EMD-Lokomotiven eingesetzt wurden. Die Drehgestelle besaßen seitenbewegliche querliegende Blattfederpakete und stabile U-förmige Seitenrahmen. Im folgenden Jahr stellte man den neuen Zweitakt-Dieselmotor Typ 567 vor. 567 steht für den Hubraum eines Zylinders (567 in³ = 9.291,5 cm³). Dieser in Ausführungen mit 6, 8, 12 oder 16 Zylindern produzierte und später auch abgasaufgeladene Motor war die Antriebsgrundlage für die Lokproduktion der nächsten 28 Jahre. Über 25.100 Lokomotiven wurden mit dieser Maschine ausgestattet. Auch für andere Anwendungen stand der Motor zur Verfügung, so unter anderem als Schiffsantrieb.
Die Güterzuglokomotive FT wurde 1939 vorgestellt. Die Werbetour durch die Vereinigten Staaten wurde ein großer Erfolg. Die Bahngesellschaften im Westen der USA sahen in den Lokomotiven die Lösung ihres Wasserproblems auf den Wüstenstrecken und begannen daraufhin, entsprechende Fahrzeuge zu ordern. Ende 1940 wurde täglich eine Lok fertiggestellt, und man hatte bis dahin bereits 600 Einheiten verkauft. Am 1. Januar 1941 wurden die Electro-Motive Company und die Winton Engine Company vollständig in den Konzern integriert. Der Name lautete nunmehr „Electro-Motive Division“ (EMD).

### Kriegs- und Nachkriegszeit

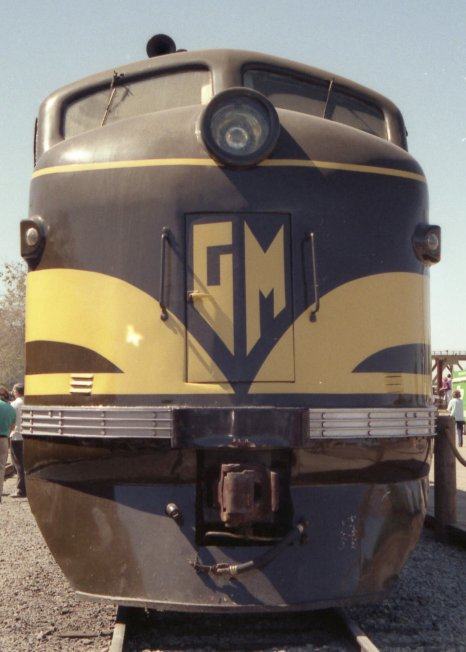
EMD FT Werbelok GM 103

Mit dem Kriegseintritt der Vereinigten Staaten in den Zweiten Weltkrieg 1942 wurde die Produktion von Lokomotiven durch den „General Limitation Order L-97“ vorerst eingestellt. Stattdessen erfolgte die Herstellung von Motoren für U-Boote und Landungsschiffe. Die Entwicklungsarbeit an neuen Modellen wurde jedoch nicht eingeschränkt. Schon bald wurde das Produktionsverbot gelockert, da man für kriegswichtige Transporte die Maschinen benötigte. So wurden bis 1945 1096 Loks der Bauart FT an 23 Bahngesellschaften verkauft. Im Gegensatz zu den Konkurrenten American Locomotive Company (ALCO) und Baldwin Locomotive Works hatte EMD eine ausgereifte Konstruktion anzubieten und konnte somit diese Zeit nutzen, um als Monopolist auf den Markt vorzudringen. Die konkurrierenden Unternehmen konzentrierten alle ihre Ressourcen auf den Bau von Dieselrangierlokomotiven und Dampflokomotiven und konnten deshalb kurzzeitig ihre Marktmacht ausbauen. Nach Kriegsende besaß Electro-Motive einen technischen Vorsprung. Mit neuen Güterzug- (F7) und Personenzugmodellen (E3) konnte sofort der entstehende Markt bedient werden. 1946 begann der Einstieg ins Exportgeschäft mit Lokomotiven vom Typ F2, die nach Mexiko geliefert wurden. 1949 startete eine Zusammenarbeit mit dem Unternehmen Clyde Engineering zum Bau von Lokomotiven für den australischen Kontinent. EMD lieferte die Konstruktion und die Motoren, während die Fertigung vor Ort erfolgte. Ab 1954 begann das schwedische Unternehmen Nydqvist och Holm AB auf der Basis von EMD-Lizenzen Lokomotiven für den europäischen Markt zu fertigen, wobei auch hier EMD die Motoren aus den Vereinigten Staaten lieferte. Dieses Geschäftsmodell wurde auch in vielen anderen Ländern angewandt. So wurden die Lokomotiven nach EMD-Plänen vor Ort gefertigt oder zusammengesetzt und das Unternehmen lieferte die Motoren dazu. So stellte Henschel ab 1958 unter anderem Diesellokomotiven für die ägyptische Eisenbahn mit Dieselmotoren von EMD her.

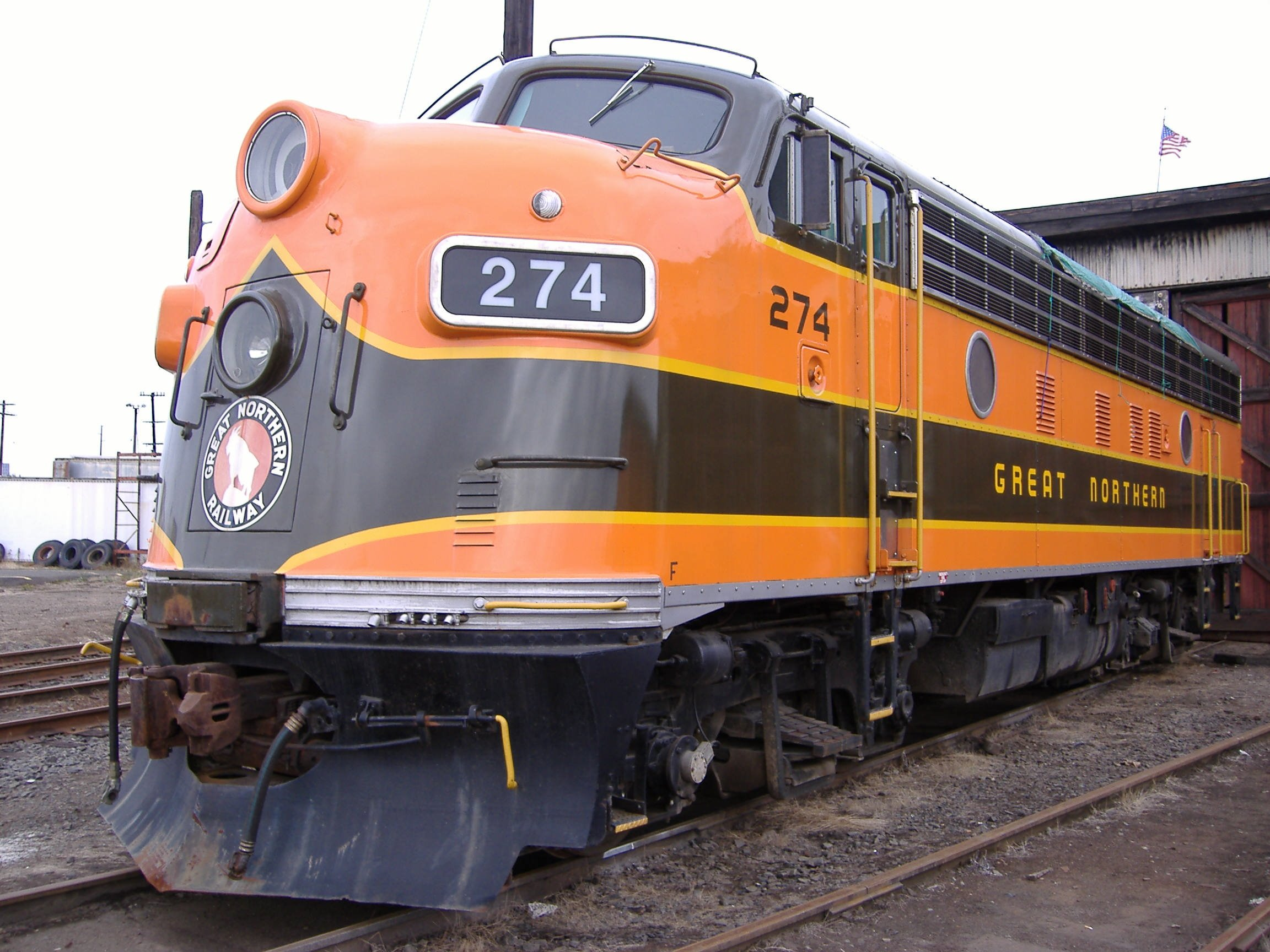
F7 der Great Northern

Ende der 1940er, Anfang der 1950er Jahre begannen die meisten Bahngesellschaften, ihren Fuhrpark auf Diesellokomotiven umzustellen. Neben EMD traten als Konkurrenten ALCO, Baldwin sowie Lima und als neuer Lokomotivhersteller Fairbanks-Morse im Markt auf. In einer ersten Bestellung orderten die Bahngesellschaften zu Vergleichszwecken oft Fahrzeuge verschiedener Hersteller. Bei der zweiten Bestellung entschied man sich dann meist für die Loks von EMD. Das Unternehmen konnte dabei auch auf Erfahrungen aus der Automobilwerbung zurückgreifen und setzte die aggressiven Marketingstrategien auch im Lokomotivsektor um. Dazu kam der Ausbau eines landesweiten Netzes von Servicepunkten, die eine schnelle Lieferung von Ersatzteilen sicherstellten. 1947 waren über 12.000 Personen im Unternehmen beschäftigt und die Tagesproduktion lag bei fünf Lokomotiven, die Lieferzeit bei zwei Jahren. Verkaufsschlager waren bei den Güterzugloks zuerst die F3 und später die F7 und bei den Personenzugloks die E7 sowie der Nachfolger E8. Während die Güterzuglokomotiven gegenüber den Dampflokomotiven klare wirtschaftliche Vorteile boten, sah dies bei den Personenzuglokomotiven anders aus. Hier waren es vor allem die Argumente „Fortschritt“ und „Modernität“, die die Bahngesellschaften vom Kauf überzeugten. Aufgrund der vielen Aufträge eröffnete man weitere Werke in Chicago und Cleveland. 1950 wurde die Fabrik in London (Ontario) eingeweiht. Dieses vom Tochterunternehmen „General Motors Diesel“ (GMD) betriebene Werk produzierte originäre EMD-Loks als auch eigene GMD-Fabrikate für den kanadischen und den Exportmarkt.

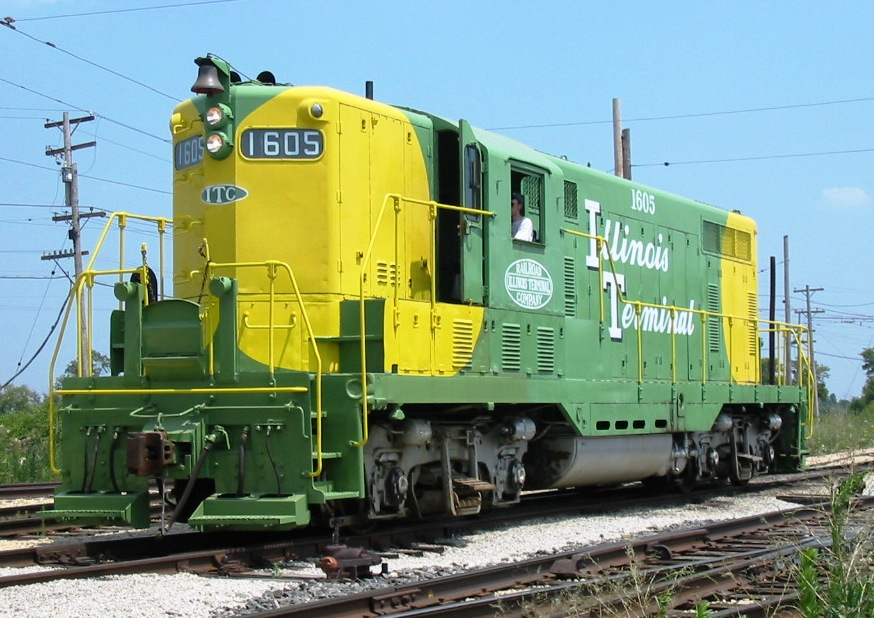
GP7 der Illinois Terminal Railroad

1949 stellte EMD mit der vierachsigen GP7 eine Lok mit einer völlig neuartigen Bauweise vor. Man verabschiedete sich von der selbsttragenden Konstruktion der Vorgänger. Motor, Hauptgenerator und alle anderen Komponenten waren jetzt unter einer Abdeckung leicht zugänglich auf dem Hauptrahmen untergebracht. Damit wurde die Unterhaltung wesentlich vereinfacht. Innerhalb kürzester Zeit setzte sich dieses Konzept durch und alle seit den 1960er Jahren hergestellten Lokomotiven basieren auf dieser Konstruktion. 1952 wird die sechsachsige Version, die EMD SD7, vorgestellt.

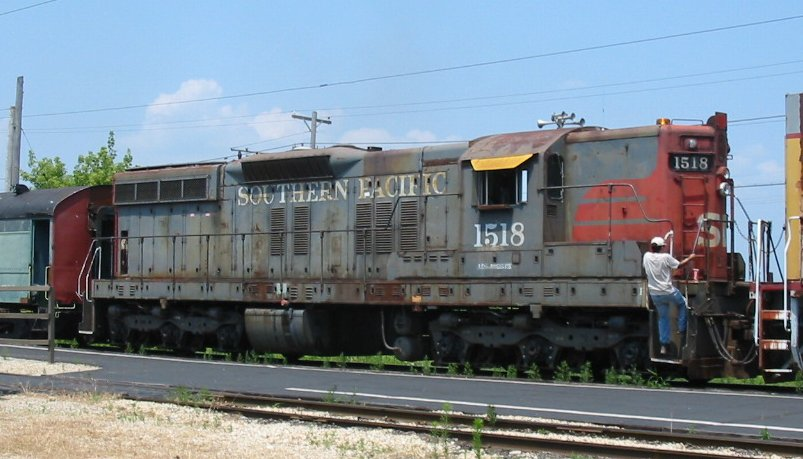
Erste gebaute SD7

Die Konkurrenten von EMD gaben nach und nach auf. Die Fusion von Baldwin, Lima und dem Motorhersteller Hamilton zu Baldwin-Lima-Hamilton konnte die Unternehmen nicht mehr retten. Fairbanks-Morse konzentrierte sich bald wieder auf sein ursprüngliches Geschäftsfeld, die Herstellung von Schiffsdieselmotoren. Nur ALCO konnte eine ganze Zeit lang noch bestehen, unterstützt von General Electric, die die elektrische Ausrüstung lieferte. GE stieg Anfang der 1950er in den Markt ein, zuerst mit Gasturbinenloks und später auch mit diesel-elektrisch angetriebenen Fahrzeugen.
1951 erfolgte die Auslieferung der 10.000. Lokomotive, der Marktanteil betrug zu dieser Zeit für EMD über 75 %. Bis 1954 wurden weitere 5.000 Lokomotiven produziert. Ab dieser Zeit wurden die Motoren auch als mobile Stromerzeuger vertrieben. Ab 1955 bis Mitte der 1960er wurde wegen der Marktmacht des Unternehmens von Konkurrenten und von den Kartellbehörden mehrere Untersuchungen durchgeführt und Klagen eingereicht. Man konnte EMD jedoch keine Gesetzesbrüche oder illegale Methoden nachweisen.
Zur weiteren Leistungssteigerung wurden ab 1959 die Baureihen SD24 und GP20 mit abgasaufgeladenen Motoren angeboten. Bis 1960 wurden die bisher rund 60.000 Dampflokomotiven in Nordamerika durch rund 25.000 Diesellokomotiven abgelöst. Damit wurde innerhalb von 25 Jahren der Traktionswechsel vollzogen. 1961 wurde die vormalige Winton-Motorfertigung, seit 1937 als „Cleveland Diesel Division of General Motors“ bezeichnet, vollständig in EMD eingegliedert. 1962 lieferte der Betrieb die 25.000. Lok an die Louisville and Nashville Railroad aus. Zwei Jahre später lief die letzte Lok der E/F-Serie, eine E9A für die Union Pacific, vom Band.

### Ab den 1960er Jahren

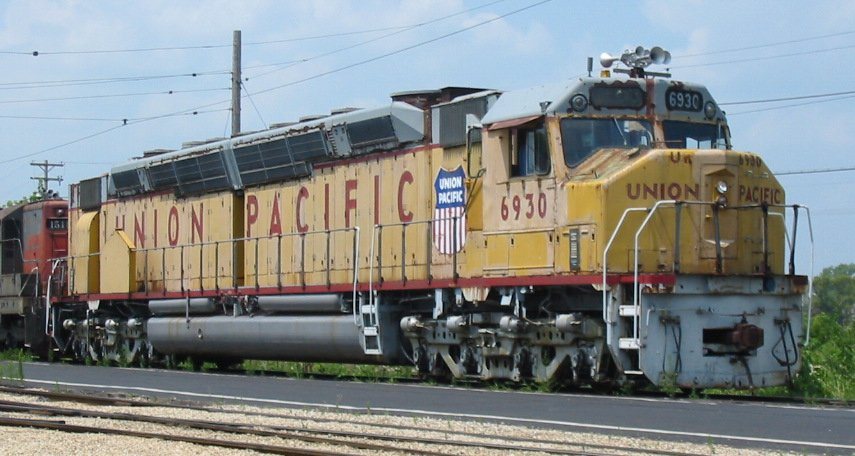
DDA40X

1965 kommt es zur Markteinführung des neuen Motors Typ 645. Angeboten wurde der Motor als V8, V12, V16 und V20 mit und ohne Turbolader. Die Leistung lag zwischen 1100 kW und 2700 kW. Die damit ausgerüsteten Lokomotiven werden als „40 Series“ (SD40, GP40) bezeichnet. Aufgrund ihrer hohen Stabilität und Laufsicherheit erfolgte der Einsatz dieser Dieselaggregate als Generatoren auf den atomgetriebenen Flugzeugträgern der US Navy. 1969 gab ALCO die Lokomotivproduktion auf. Eine kleine Lizenzproduktion wurde in den kanadischen Montreal Locomotive Works noch eine Zeit lang weitergeführt. Der Markt wurde ab diesem Zeitpunkt von EMD und GE beherrscht.
Mit der 1969 anlässlich der hundertjährigen Fertigstellung der transkontinentalen Eisenbahnverbindung präsentierten DDA40X stellte das Unternehmen eine 4922 kW starke Lokomotive vor, die alle bisherigen in den Schatten stellt. Abgesehen von der Größe und Leistung der Lok, waren die Anwendung von Drehstromgeneratoren mit Diodengleichrichter, die modulare Elektronik und das von der FP45 übernommene Sicherheitsführerhaus wegweisend für die weitere Entwicklung.

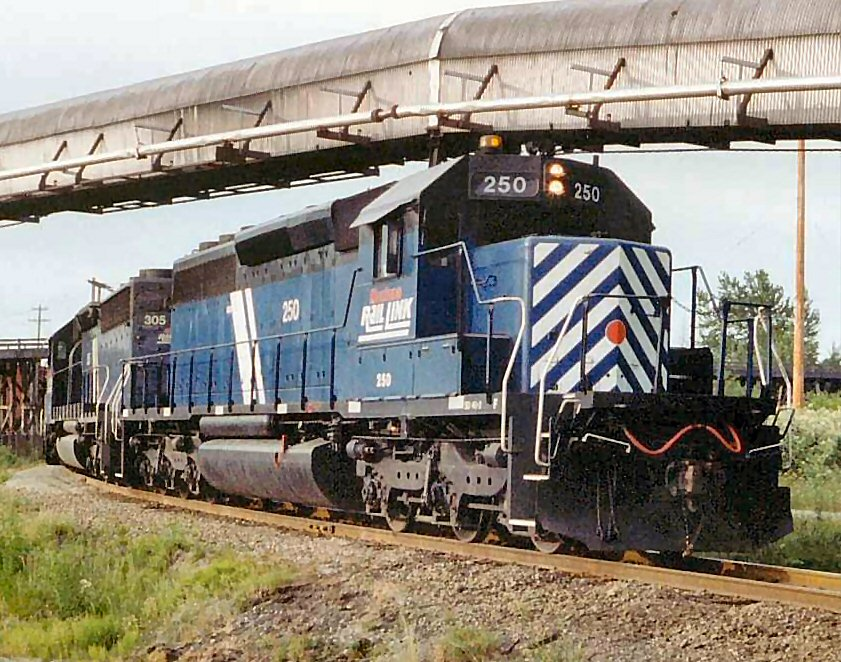
SD40-2 bei der Montana Rail Link

1971 kamen mit den Modellen SD38AC und GP38AC die ersten Serienlokomotiven mit Drehstromgeneratoren mit Diodengleichrichter und Thyristorsteuerung des Unternehmens auf den Markt. Diese Bauweise löste die bis dahin übliche Konstruktion mit Gleichstromgeneratoren und Gleichstromreihenschlussmotoren ab. Die neue Technik setzte sich rasch auf dem Markt durch und ab Mitte der 1970er Jahre wurden fast ausschließlich Lokomotiven mit der neuen Technik verkauft. 1972 wurde die „Dash-2“-Serie eingeführt. Gegenüber den Vorgängerlokomotiven besaßen sie erstmals ein modulares elektronisches Kontrollsystem. Die SD40-2 wurde mit 3.945 Exemplaren die bisher erfolgreichste Baureihe. Ab 1976 produzierte EMD die F40PH, eine Personenzuglokomotive die nahezu 20 Jahre das Rückgrat der Fahrzeugflotte bei Amtrak sowie einigen Nahverkehrsgesellschaften bildete. Der 1974 hergestellte Vorgänger SDP40F entpuppte sich als Fehlkonstruktion, die vor allem durch häufige Entgleisungen bekannt wurde.

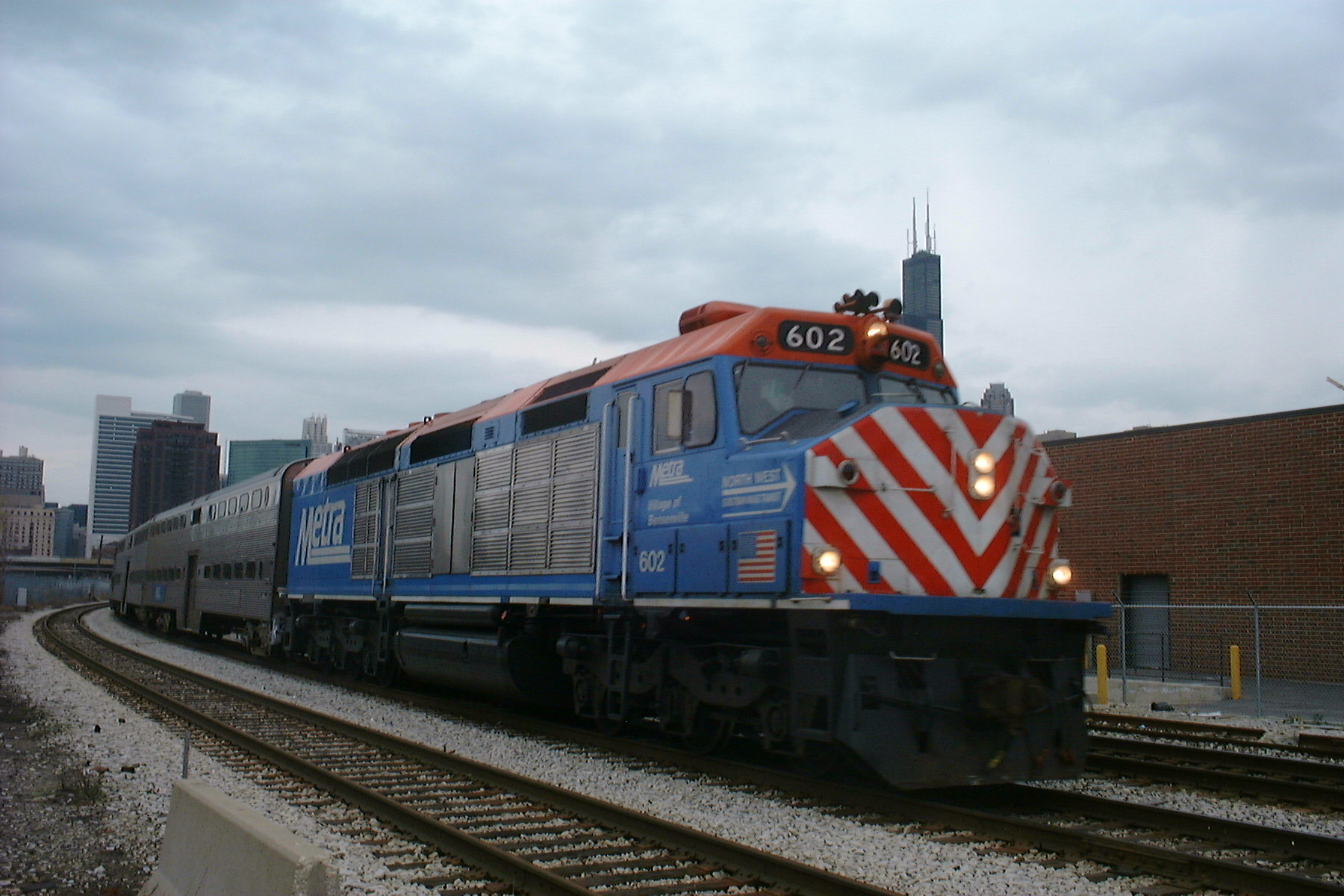
F40C der METRA

Ab der 1979 eingeführten „50 Series“ (GP50 und SD50) besaßen die Lokomotiven ein neues System zur Kontrolle des Radschlupfes. Bis 1981 verkaufte Electro-Motive Division über 10.000 Motoren für bahnfremde Anwendungen. Die 50.000. mit einem Motor von GM angetriebene Lok wurde 1984 produziert.
Die Lokomotiven der „50 Series“ konnten die in sie gesetzten Erwartungen des Unternehmens und der Bahngesellschaften nicht erfüllen. Aufgrund diverser Probleme entschieden sich viele Bahngesellschaften zum Kauf von Lokomotiven von General Electric statt von EMD. Dieser Trend setzte sich ab den späten 1980er Jahren fort, als GE seine Lokomotiven der Baureihen „Dash-8“ und „Dash-9“ einführte, die zeitweise den EMD-Lokomotiven technisch überlegen waren, vor allem in Bezug auf Leistung und Kraftstoffverbrauch. Dazu kam, dass GE ein aggressiveres Marketing sowie eine bessere Einstellung gegenüber den Kundenwünschen, sowie höhere Produktionskapazitäten besaß. Diese ganze Entwicklung führte dazu, dass seit 1987 GE jedes Jahr mehr Lokomotiven für den nordamerikanischen Markt produzierte als EMD.

### Ab den 1980er Jahren
Der neue Motortyp 710 und die neue Lokbaureihe „60 Series“ (GP60 und SD60) wurden 1984 vorgestellt. Der Zweitakt-Dieselmotor wurde erstmals mit Mikroprozessoren gesteuert und ist bis heute in Weiterentwicklungen in den Varianten als V8, V12, V16 und V20 lieferbar. Auch eine elektronische Schlupfkontrolle wurde kurze Zeit später eingeführt. Gleichzeitig war die vorgestellte GP60 die letzte Güterzuglokomotive mit der Achsfolge B'B'. Seit 1995 werden nur noch Güterzuglokomotiven mit der Achsfolge Co'Co' nachgefragt. Eine Ausnahme bilden hier lediglich die Rangier- und Personenzuglokomotiven. Ab 1986 begann man, in das Leasing-Geschäft und die Unterhaltung von Lokomotiven einzusteigen. Den Bahngesellschaften wird seitdem die Möglichkeit geboten, entsprechend ihrem Bedarf Lokomotiven von EMD anzumieten. Weiterhin bietet man auch an, dass die Lokomotiven direkt von EMD vor Ort in eigenen Werkstätten gewartet werden.

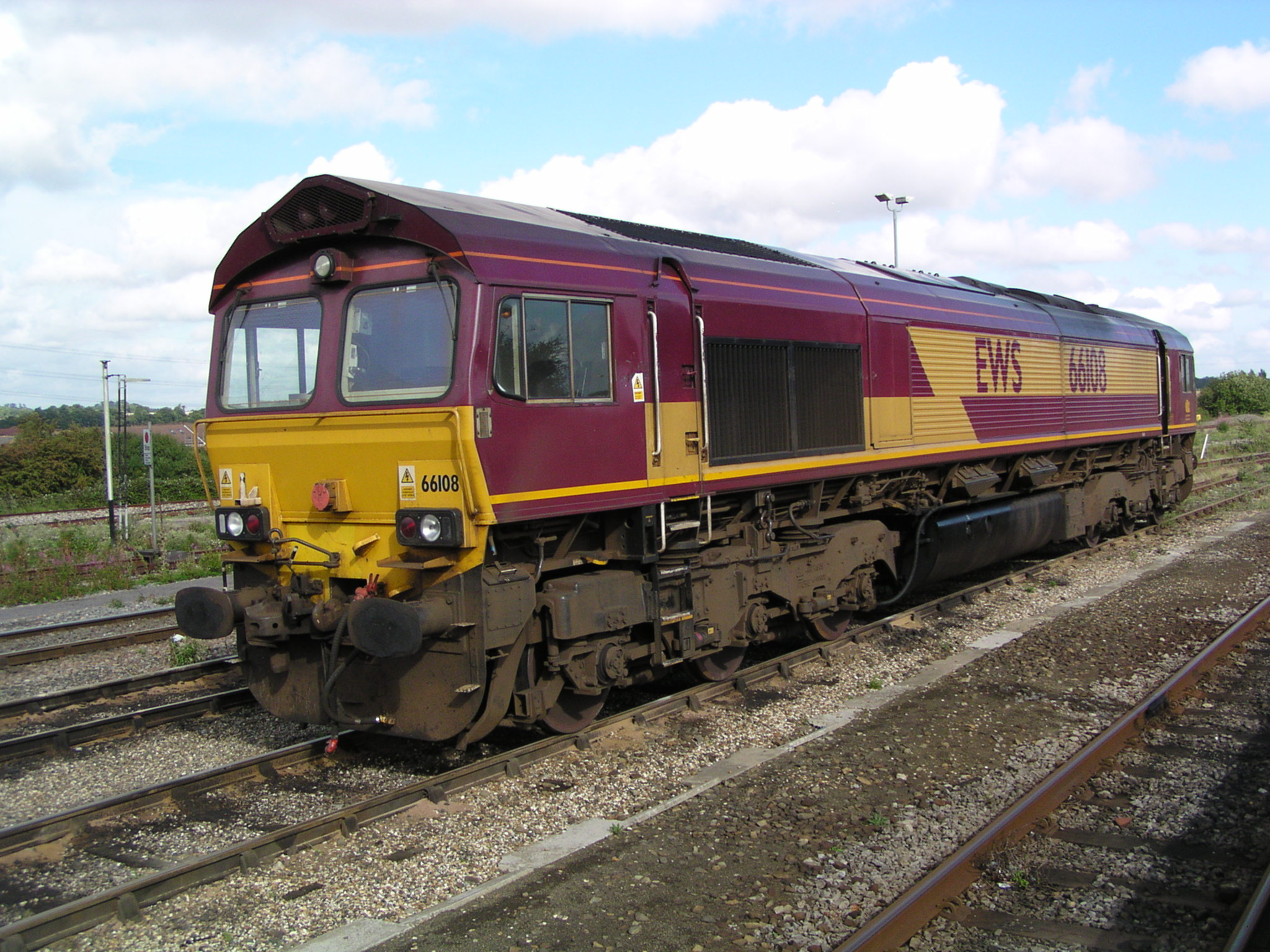
Class 66 der EWS

1988 wurden die Electro-Motive Division und GM Diesel Division of Canada verschmolzen. Nach dem Freihandelsabkommen zwischen Kanada und den Vereinigten Staaten entschied sich EMD 1991, die gesamte Lokomotivproduktion im kanadischen Werk in London zu konzentrieren, da die vorhandenen Kapazitäten nicht mehr der Nachfrage entsprachen. In La Grange wurden nach dieser Entscheidung nur noch Dieselmotoren und einzelne Komponenten hergestellt. In Zusammenarbeit mit Siemens wurde 1992 die erste Diesellokomotive mit Drehstromgeneratoren und mit Drehstrom-Asynchronmaschinen als Fahrmotoren vorgestellt. Die SD60MAC wurden knapp zwei Jahre lang in Zusammenarbeit mit der Burlington Northern Railroad getestet. Die ersten 350 Serienlokomotiven der Baureihe SD70MAC gingen ab 1994 an die Burlington Northern. Neben dem neuartigen Antrieb besaßen die Loks Drehgestelle mit radial einstellbaren Radsätzen, ein weiterentwickeltes Computer- und Diagnosesystem sowie eine geräuschgedämpfte Kabine.
Im selben Jahr stellte man auch die neue Personenzuglokomotive F59PHI vor, die vor allem von den regionalen Leistungsanbietern gekauft wurde. Für die Long Island Railroad entwickelte man die Zweikraftlokomotive DM30AC und die Diesellok DE30AC. 1996 erfolgte durch die britische Bahngesellschaft EW&S der Auftrag zum Bau von 250 Lokomotiven des Typs JT42CWR (Series 66). Ab 1998 begann die Zusammenarbeit mit Caterpillar und Motive Power Industries auf dem Sektor leistungsärmerer Rangier- und Streckenlokomotiven.
Anfang der 1990er Jahre startete ein Wettrüsten zwischen GE und EMD um die leistungsstärkste Lokomotive. Durch EMD wurde deshalb 1997 die SD90MAC-H mit einer Leistung von rund 4.474 kW (6.000 PS) vorgestellt. Diese Lok verfügte über den neuen Viertakt-Dieselmotor Typ 265H.
1999 erteilte Union Pacific einen Auftrag über 1.000 Lokomotiven der Baureihe SD70M. Dies war der größte Einzelauftrag zum Bau von Lokomotiven, der je in Nordamerika erteilt wurde.

### Im 21. Jahrhundert
2001 führte EMD das Fernwartungs- und Überwachungssystem „IntelliTrain“ ein. Mit den Modellen SD70ACe und SD70M-2 stellte EMD 2004 erstmals Lokomotiven vor, die die Abgasnorm EPA Tier 2 erfüllen. Angetrieben werden die Loks vom bewährten Motortyp 710, da der Motor 265H diese Anforderungen nicht erfüllte.
Aufgrund der wirtschaftlichen Probleme im General-Motors-Konzern entschloss sich schließlich die GM-Führungsspitze, zur Konsolidierung des Konzerns im Jahr 2004 die Electro-Motive Division zu verkaufen. Am 12. Januar 2005 wurde der Verkauf an ein Konsortium von Greenbriar Equity Group und Berkshire Partners offiziell bekanntgeben. Das neu gegründete Unternehmen wird seit dem Electro-Motive Diesel genannt.
2005 wurde zwischen dem chinesischen Eisenbahnministerium, den Dalian Lokomotivwerken (DLoco) und Electro-Motive Diesel eine Vereinbarung zur Lieferung von dreihundert 6000-PS-Lokomotiven unterzeichnet. Die Lokomotiven sollen in China entwickelt und produziert werden. Zwischen 2006 und 2008 stieg die Zahl der Beschäftigten bei EMD von rund 2.640 Personen auf etwa 3.260 an.
Am 2. August 2010 erwarb die Caterpillar-Tochter Progress Rail EMD. Die Kaufsumme betrug 928 Millionen Dollar. 2011 wurde in Muncie (Indiana) eine neue Lokomotivfabrik eröffnet. Dies war notwendig, um bei entsprechenden Aufträgen mit staatlichen Fördermitteln den Zuschlag zu erhalten. Der Ausbau des Werkes kostete rund 50 Millionen Dollar. Die ersten Lokomotiven aus diesem Werk wurden Ende Oktober 2011 ausgeliefert. Gleichzeitig wurde die Produktion im Werk im kanadischen London zurückgefahren und am 3. Februar 2012 komplett eingestellt. Die Lokomotivherstellung erfolgte nur noch im eigenen Werk in Muncie und einem Bombardier-Werk im mexikanischen Ciudad Sahagún als Auftragsleistung. Mit der Übernahme von Bombardier Transportation durch Alstom übernahm diese auch das Werk in Ciudad Sahagún.
Da die Dieselmotoren von Electro-Motive Diesel die Abgasnormen nach TIER 4 nicht erfüllten, konnte das Unternehmen von 2015 bis 2016 keine Lokomotiven mehr an den US-Markt liefern und verlor Marktanteile an den Konkurrenten GE.
Erst mit Einführung der SD70ACe-T4 (T4 entspricht TIER 4) im Herbst 2016 war EMD auf dem Heimatmarkt wieder lieferfähig, seit dem Frühjahr 2017 werden auch zu Tier 4 konforme Remotorisierungen für ältere Lokomotiven angeboten.
Zum 1. September 2016 änderte das Unternehmen seinen Namen in Progress Rail Locomotive. EMD und Electro-Motive Diesel bleiben jedoch als Markenbezeichnung erhalten.

## Aktuelle Produktpalette
Für den nordamerikanischen Markt werden vor allem die Lokomotivtypen EMD SD70M-2 und EMD SD70ACe hergestellt. Seit Mitte der 2010er-Jahre wurden diese zu den Typen SD70ACe-T4 und SD70ACS für den Einsatz in Saudi-Arabien weiterentwickelt. Als Rangierlokomotive ist der Typ GP20D im Angebot. Für den Personenverkehr wird der Typ EMD F125 angeboten.
Für den Exportmarkt werden verschiedene Lokomotiven angeboten und entwickelt. Diese werden teilweise auch im Zielmarkt produziert. Für die chinesische Eisenbahn erfolgt der Bau des Typs JT56ACe in Zusammenarbeit mit den Dalian-Lokomotivwerken. Für den europäischen Markt werden die JT42CWRM (Series 66), die Series 67 sowie in Zusammenarbeit mit Vossloh die Euro 4000 hergestellt. In Kooperation mit Siemens Mobility stellt man für die indische Eisenbahn die GT46MAC her. Eine Übersicht über alle gefertigten Lokbaureihen bietet die Liste der Lokomotiven von EMD.
Die Dieselmotoren werden auch für stationäre Anwendungen oder als Antriebsaggregat von Schiffen angeboten.